# Summer Nights
"Summer Nights" é o quarto single do álbum 5150, lançado pela banda de hard rock Van Halen, em 1986.
Essa música é o single de menos sucesso lançado desse álbum, conseguindo entrar somente na parada musical de faixas de rock mais tocadas, a Mainstream Rock Tracks, onde chegou a posição #33.
Tanto o lado A quanto o lado B do single tem a mesma faixa e a mesma duração.

## Faixas
12" Single
| N.º | Título          | Duração |  |
| 1.  | "Summer Nights" | 5:04    |  |
| 2.  | "Summer Nights" | 5:04    |  |

## Posições nas paradas musicais
| País - Parada Musical (1986)            | Melhor posição |
| --------------------------------------- | -------------- |
| Estados Unidos - Mainstream Rock Tracks | 33             |